# Proinsulina
La pro-insulina es el nombre de la prohormona precursora de la insulina, sintetizada por las células beta de los islotes de Langerhans del páncreas. En humanos, la proinsulina es codificada por el gen INS, con un   
peso molecular entre 8000 a 10 000 Daltons.

## Características
La proinsulina, tiene como precursor a la preproinsulina (PPI), que está compuesta por el péptido señal N-terminal (SP) seguido del dominio de proinsulina C-terminal.

La proinsulina, por acción de enzimas proteolíticas conocidas como pro-hormona convertasas (pro-proteína convertasa 1 y pro-proteína convertasa 2), así como por la exoproteasa (carboxipeptidasa E), dan origen a la insulina.
Ciertas modificaciones producidas sobre la proinsulina le eliminan una región del centro de la molécula denominada péptido C quedando libres los extremos C-terminal y N-terminal. Estos extremos libres se denominan cadenas A (21 aminoácidos) y cadena B (30 aminoácidos), los cuales terminan unidas entre sí por medio de enlaces disulfuro. De modo que la proinsulina consta de las cadenas B-C-A. Los gránulos secretorios liberan las tres cadenas simultáneamente.

## Síntesis

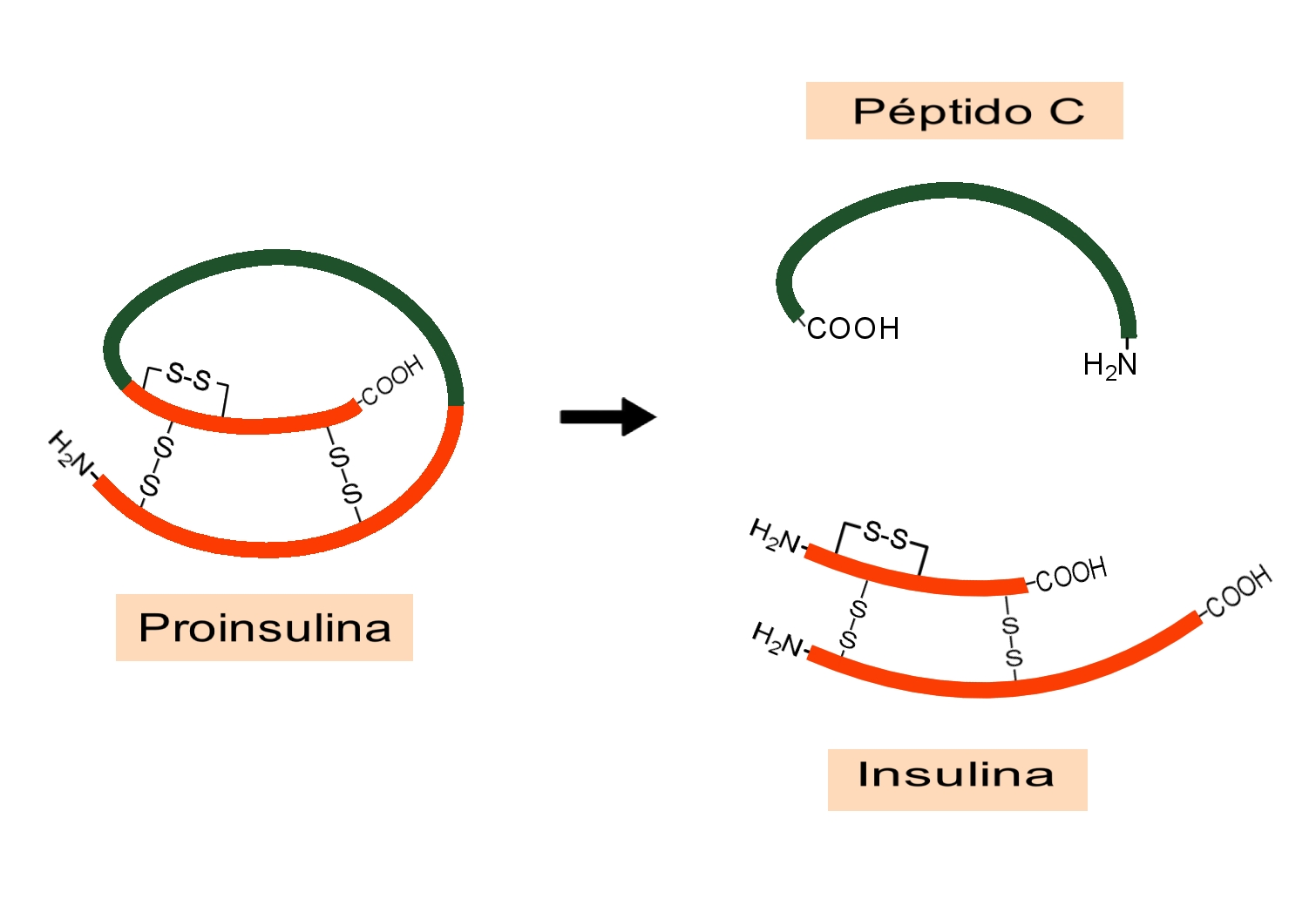
Pro-insulina

La proinsulina es producida en el retículo endoplasmático de las células beta del páncreas, donde es doblada y oxidados sus enlaces disulfuros. Luego es transportada al aparato de Golgi donde es empaquetada dentro de vesículas secretoras y procesada luego por proteasas para formar la hormona insulina. De la reacción se forma el péptido C.
| Ref.          | Motivos estructurales, su ubicación y su extensión en la cadena de aminoácidos (aa) |
| Beta strand.  | aa 26-29                                                                            |
| Helix .       | aa 33-43                                                                            |
| Helix .       | 44-46                                                                               |
| Beta strand . | aa 48-50                                                                            |
| Beta strand . | 56-58                                                                               |
| Turn .        | aa 59-66                                                                            |
| Beta strand . | aa 74-76                                                                            |
| Helix.        | 79-81                                                                               |
| Turn .        | aa 84-86                                                                            |
| Helix .       | 79-81                                                                               |
| Turn .        | aa 84-86                                                                            |
| Helix .       | aa 91-97                                                                            |
| Beta strand . | aa 98-101                                                                           |
| Helix .       | aa 102-106                                                                          |
| Turn .        | aa 107-109                                                                          |